# 루보시 코후테크

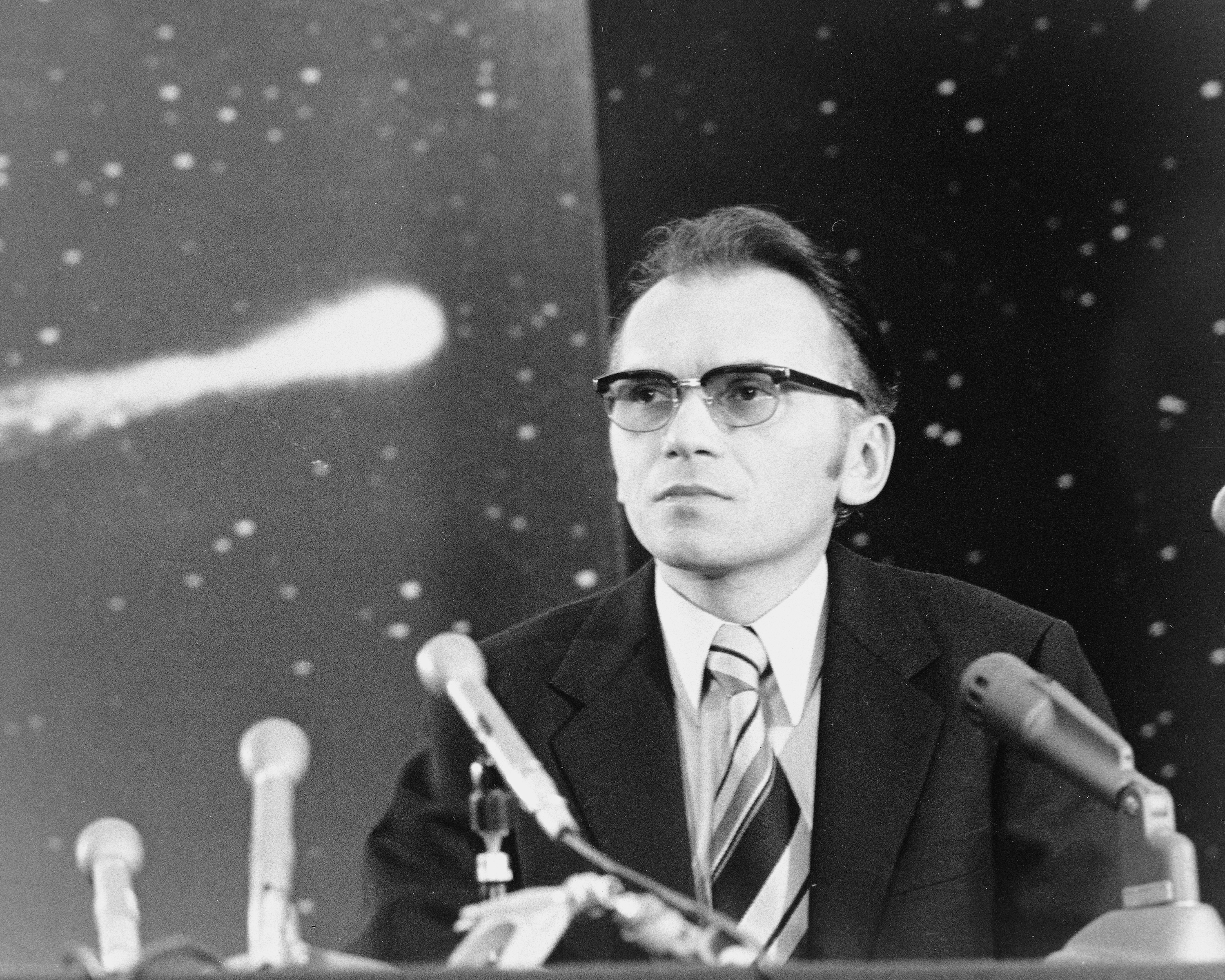
1974년 모습

루보시 코후테크(Luboš Kohoutek, 체코어 발음: [ˈkoɦou̯tɛk], 1935년 1월 29일 ~ 2023년 12월 30일)는 체코의 천문학자이자 1973년 육안으로 볼 수 있었던 코후테크 혜성을 포함하여 작은 행성과 혜성의 발견자였다. 또한 수많은 행성상성운을 발견했다.